# Nerea Luis
Nerea Luis Mingueza (Madrid, 1991) es una ingeniera informática española, especializada en inteligencia artificial (IA). Es cofundadora del festival T3chFest y conocida por  su compromiso con la promoción de la diversidad y la inclusión en el sector tecnológico. 

## Trayectoria
De pequeña, construía con su hermana ordenadores de papel. Los personalizaban con pegatinas y metían algodón debajo de las teclas para conseguir un efecto mullido. Imitaban a Sailor Mercury, su personaje favorito de la serie de manga Sailor Moon: una guerrera con un mini-ordenador con la que Luis, aún hoy, se siente identificada. El verano antes de entrar al instituto creó su propia página de Sailor Moon, que mantuvo durante cuatro años.
Sus ámbitos de interés tecnológico son la realidad virtual, la inteligencia artificial y la robótica. Se graduó en Ingeniería informática en la Universidad Carlos III de Madrid (UC3M), donde también realizó su doctorado en Ciencias de la computación. Su tesis doctoral se centró en la inteligencia artificial aplicada al razonamiento automatizado y la planificación multiagente, destacando por su rigor científico y aplicación práctica. También realizó un máster en Ciencia y Tecnología Informática y obtuvo una beca para acudir a la Grace Hopper Conference en Estados Unidos que la acercó al movimiento Women in Tech, una iniciativa global de apoyo a las mujeres en el sector tecnológico.
Durante su etapa universitaria, fue consciente del reducido número de mujeres en su carrera era reducido. Esta tendencia se acentuó en los últimos años, especialmente en la rama tecnológica, donde apenas había unas tres alumnas en su clase. Además de asistir a las clases y realizar las prácticas, participó activamente en la vida universitaria a través de la delegación de estudiantes. Allí tuvo la oportunidad de interactuar con profesores y participar en iniciativas relacionadas con la introducción de nuevos grados alineados con las líneas tecnológicas. La universidad se convirtió en un espacio donde desarrolló habilidades que trascendieron lo académico y le permitieron moverse con soltura en diferentes entornos.
En 2013 fue cofundadora del evento gratuito de ciencia y tecnología T3chFest.  En 2014 formó parte de la ANECA. De 2014 a 2018, impartió clases de Programación en el Grado de Ingeniería Informática bilingüe, de la Universidad Carlos III, así como de inteligencia artificial en videojuegos. En 2017, se unió a la Fundación COTEC como experta en tecnología, talento y género. Ese mismo año también se unió a la iniciativa Ciencia en el Parlamento como vocal de Logística y Eventos.

Trabaja como ingeniera en la empresa Sngular. En 2020 trabajó como profesora de la Escuela de Organización Industrial de Madrid. Ese mismo año fue  profesora en la Universidad de Nebrija en la asignatura Human Robot Colaboration. En 2020 participó en la presentación del Plan de Choque para la Ciencia y la Innovación del Gobierno, celebrado en La Moncloa. Desde 2021 es profesora en Razonamiento y Planificación Automática en  la Universidad Internacional de La Rioja.
No hay que tener miedo a la inteligencia artificial, hay que preocuparse por quiénes son los que diseñan, ejecutan y legislan estos sistemas.

## Reconocimientos
- Premio Google  Women Techmakers Scholarship en la categoría Europea, Oriente Medio y África, en 2016.[5][1]
- Nominada en las Top 100 mujeres líderes, en 2018.[5]
- Reconocimiento Innovadoras TIC por la Fundación Cibervoluntarios, en 2018.[10]
- Condecoración de la Orden del Mérito Civil, en 2019.[5]